# Désiré Doué
Désiré Nonka-Maho Doué (Angers, 3. lipnja 2005.) francuski je nogometaš koji igra na poziciji napadačkog veznog i krila. Trenutačno igra za Paris Saint-Germain i francusku reprezentaciju. 
Rođen u Angersu od oca iz Obale Bjelokosti i majke Francuskinje. Ima državljanstvo obje države.

## Klupska karijera
Doué je počeo karijeru u Rennesu 2011. kao petogodišnjak. Profesionalni ugovor potpisao je 2022., a debi u Ligue 1 ostvario je 7. kolovoza 2022. Postao je prvi igrač rođen 2005. koji je zabio u jednoj od pet glavnih europskih liga.
U kolovozu 2024. pridružio se Paris Saint-Germainu za 50 milijuna eura. U svojoj prvoj sezoni igrao je ključnu ulogu u osvajanju trostruke krune. U finalu Lige prvaka 2024./25. protiv Intera (5:0) postigao je dva gola i jednu asistenciju čime je s 19 godina i 362 dana postao najmlađi igrač koji je zabio dva gola u finalu.

## Reprezentativna karijera
Nastupao je za francuske omladinske selekcije do 17, 19 i 21 godine te olimpijsku reprezentaciju na Olimpijskim igrama 2024. gdje je osvojio srebro. Debi za francusku A reprezentaciju ostvario je u ožujku 2025. u Ligi nacija protiv Hrvatske.